# Haus Kulenkampff

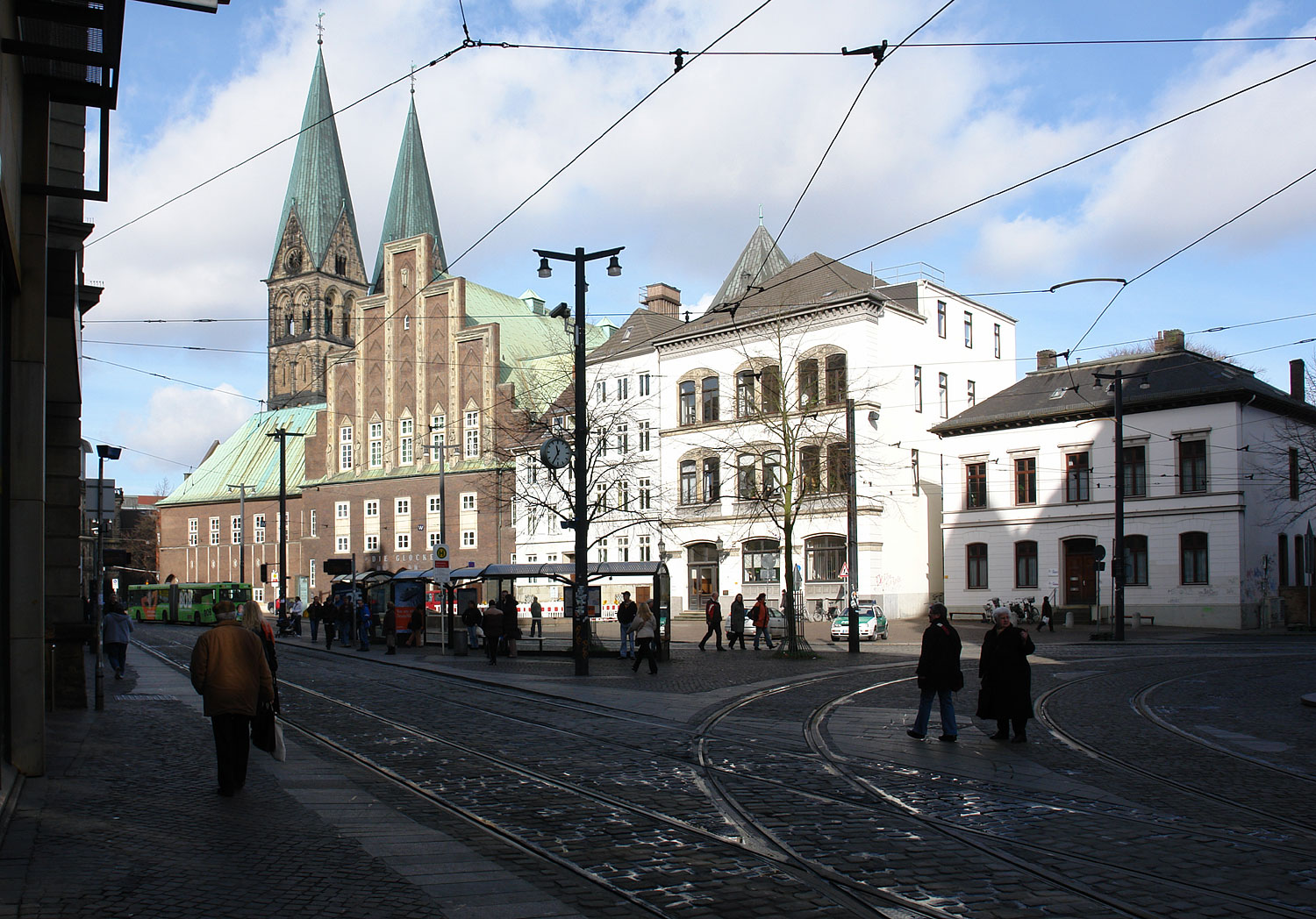
Dominsel mit Dom, Kapitelhaus, Die Glocke, zwei Geschäftshäuser, Haus Kulenkampff und dem ehem. Pfarrhaus

Das Haus Kulenkampff, früher mit der Johannisloge „Zum Oelzweig“, befindet sich in Bremen, Stadtteil Mitte, Domsheide 3. Es entstand 1848 nach Plänen von Maurermeister Johann Hinrich Schröder.
Das Gebäude steht seit 1973 unter Bremer Denkmalschutz.

## Geschichte
Die Dominsel zwischen Domshof, Sandstraße, Violenstraße, Domsheide und Dom kam gemäß dem Reichsdeputationshauptschluss von 1803 zu Bremen. In der ersten Hälfte des 19. Jahrhunderts entstanden die ersten klassizistischen Pfarr- und historisierenden Geschäftshäuser. 
Das dreigeschossige, dreiachsige, verputzte Gebäude mit einem flachen Walmdach, den prägenden Doppelfenstern und dem kräftigen auskragenden Gesims wurde 1848 in der Epoche der Romantik im Stil der Neorenaissance neben dem Pfarrhaus der Domgemeinde für den aus der alten Kaufmannsfamilie Kulenkampff stammenden Kaufmann und Mitglied der Bremischen Bürgerschaft Johann Gustav Kulenkampff (1811–1878) gebaut. Hier hatte die Johannisloge Zum Oelzweig von 1788 ihren Sitz, die 1956 ihr Oelzweig-Haus in Bremen-Schwachhausen bezog. Das Haus gehört heute der Domgemeinde. Es fanden mehrere grundsätzliche Sanierungen statt.
Heute (2018) befinden sich in dem Haus das Musikfest Bremen, Einrichtungen der Glocke, das Unternehmerforum Bremen-Nord sowie Büroräume u. a. von Kanzleien.
Das geschützte Ensemble der Dominsel besteht zudem aus dem St.-Petri-Dom mit dem Dom-Museum (romanische und gotische Anbauten), den Predigerhäusern der Domgemeinde, dem Küsterhaus der Domgemeinde, dem Gemeindehaus, der Glocke, dem Kapitelhaus der Domgemeinde, den zwei Geschäftshäusern Domsheide 4 und 5 sowie dem Bismarck-Denkmal mit dem Reiterstandbild Otto von Bismarcks und dem Turmbläserbrunnen.